# Lévitation (paranormal)
Pour les articles homonymes, voir Lévitation.

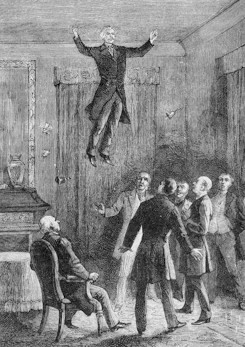
Lévitation de Daniel Dunglas Home (1852)

La lévitation serait le fait, pour un être ou un objet, de se déplacer ou de rester en suspension au-dessus du sol, sous l'effet d'une force qui compense la gravitation ou pour diverses raisons non scientifiques invoquées par les tenants d'une explication surnaturelle.
Ce phénomène peut être envisagé d'un point de vue scientifique (voir Lévitation (physique)), religieux (voir dons du Saint Esprit), paranormal (voir télékinésie) ou plus simplement dans la catégorie de l'illusionnisme. 
La lévitation est également un thème fréquent au sein de la science-fiction, notamment dans les mangas et les jeux vidéo. 
Alexandra David-Néel et John A. Keel, entre autres écrivains, ont affirmé avoir été les témoins de scènes de lévitation, au Tibet et en Inde,.

## La lévitation comme phénomène paranormal
La lévitation (du latin levitas, légèreté) est un mot inventé dans le dernier quart du XIXe siècle par des anglais pour désigner toute forme de suspension d'objets dans le vide. La lévitation physique d'objets peut être provoquée par des actions électrostatiques ou électrodynamiques, par magnétisme, ultrasons, ou rayons laser. Mais la lévitation d'un individu (le corps qui se soulève du sol), que certains témoignages prétendent être un phénomène réel, n'est pas reconnue par la science. 
Les scientifiques considèrent que les connaissances actuelles sont suffisamment avancées pour que l'on sache, avec certitude, que certains phénomènes décrits, telle la lévitation spontanée, sont strictement impossibles dans l'ordre naturel des choses et dans l'ordre d'une phénoménologie naturelle. Toutefois, l'astrophysicien John Barrow note que « Par exemple, la lévitation est compatible avec les lois connues de la physique, en ce sens que si toutes les molécules de mon corps dérivent vers le haut au même moment, je quitterai le sol. Aucune loi de la physique ne l'interdit. Il y a une chance que cette situation bizarre se produise, mais cette chance est si faible que nous pouvons être sûrs que tout rapport à ce sujet a beaucoup plus de chances de se tromper que d'être vrai ».
Il existe cependant des témoignages de personnes en lévitation recensés depuis le VIIIe siècle dont ceux de contemporains de Joseph de Cupertino au XVIIe siècle sont parmi les plus célèbres,.  Plus récemment, Mark Twain et Napoléon III ont témoigné que Daniel Dunglas Home avait lévité devant  leurs yeux[réf. nécessaire]. Certains textes de l'hindouisme et du bouddhisme relatent des phénomènes de lévitation antérieurs à ces dates.

## Personnalités observées en lévitation

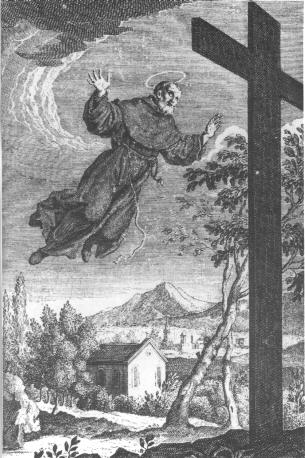
Joseph de Cupertino représenté en lévitation sur une gravure du XVIII

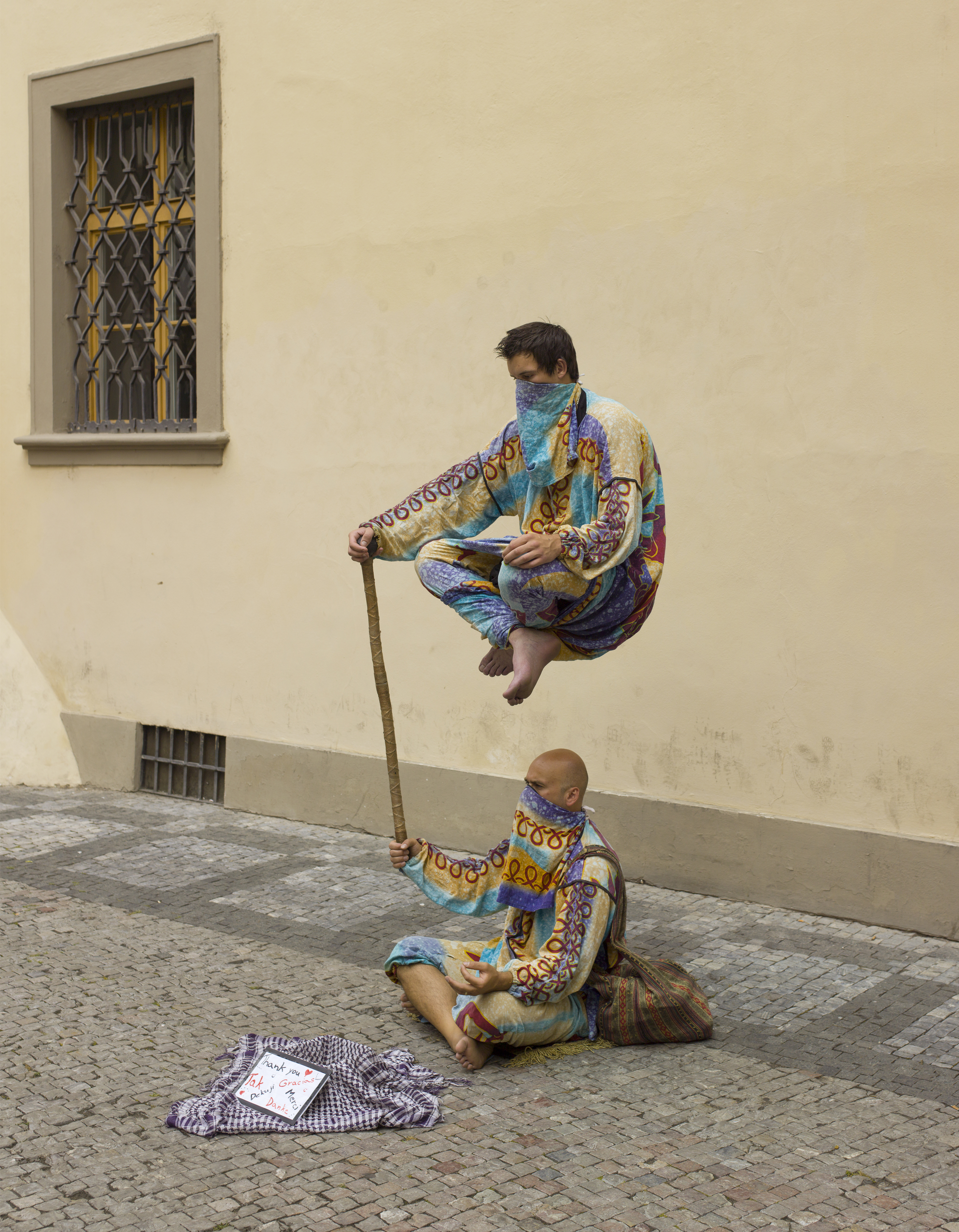
Artistes de rue présentant un numéro de lévitation à Prague.

### Mystiques
- Thérèse d'Avila (1515-1582)
- Bernardino Realino (1530-1616)
- Francisco Suárez (1548-1617)
- Marie d'Agréda(1602-1665)
- Joseph de Cupertino (1603 - 1663)
- Séraphin de Sarov (1754-1833)
- Mariam Baouardy (1846-1878)
- Padre Pio (1887-1968)

### Médiums
De nombreux médiums ont été crédités du pouvoir de lévitation, mais il s'agirait de tours d’illusionnisme
- Daniel Dunglas Home (1833-1886)[8]
- Colin Evans (medium) (en)
- Eusapia Palladino (1854-1918)
- Carmine Mirabelli (en)

### Illusionnistes
De très nombreux illusionnistes ont ce tour dans leur répertoire, qu'il s'agisse d'eux-mêmes ou d'un(e) acolyte 
- Criss Angel
- Subbayah Pullivar (yogi indien)[9]

## Le thème de la lévitation dans les mouvements spirituels contemporains

### Méditation transcendantale
Au cours des années 1990, le Parti de la loi naturelle, un parti politique émanant du mouvement de Méditation transcendantale fondé par Maharishi Mahesh Yogi, affirmait pouvoir réduire et éliminer les problèmes de la société par l'application du programme de MT-Sidhi incluant le « vol yogique », qui se manifeste dans sa première phase par des bonds.
Les Siddhis (ou « pouvoirs ») sont des techniques yogiques mentionnées dans le Yoga-Sûtra de Maharishi Patañjali au troisième chapitre : Vibhūti pāda. Laghimā, un des huit siddhis majeurs consiste à « devenir aussi léger qu’une plume » (et donc à léviter).

### Aum Shinrikyo
Shoko Asahara, le gourou de Aum Shinrikyo, prétendait également pouvoir léviter et enseigner la lévitation à ses adeptes.

## Dans la culture populaire

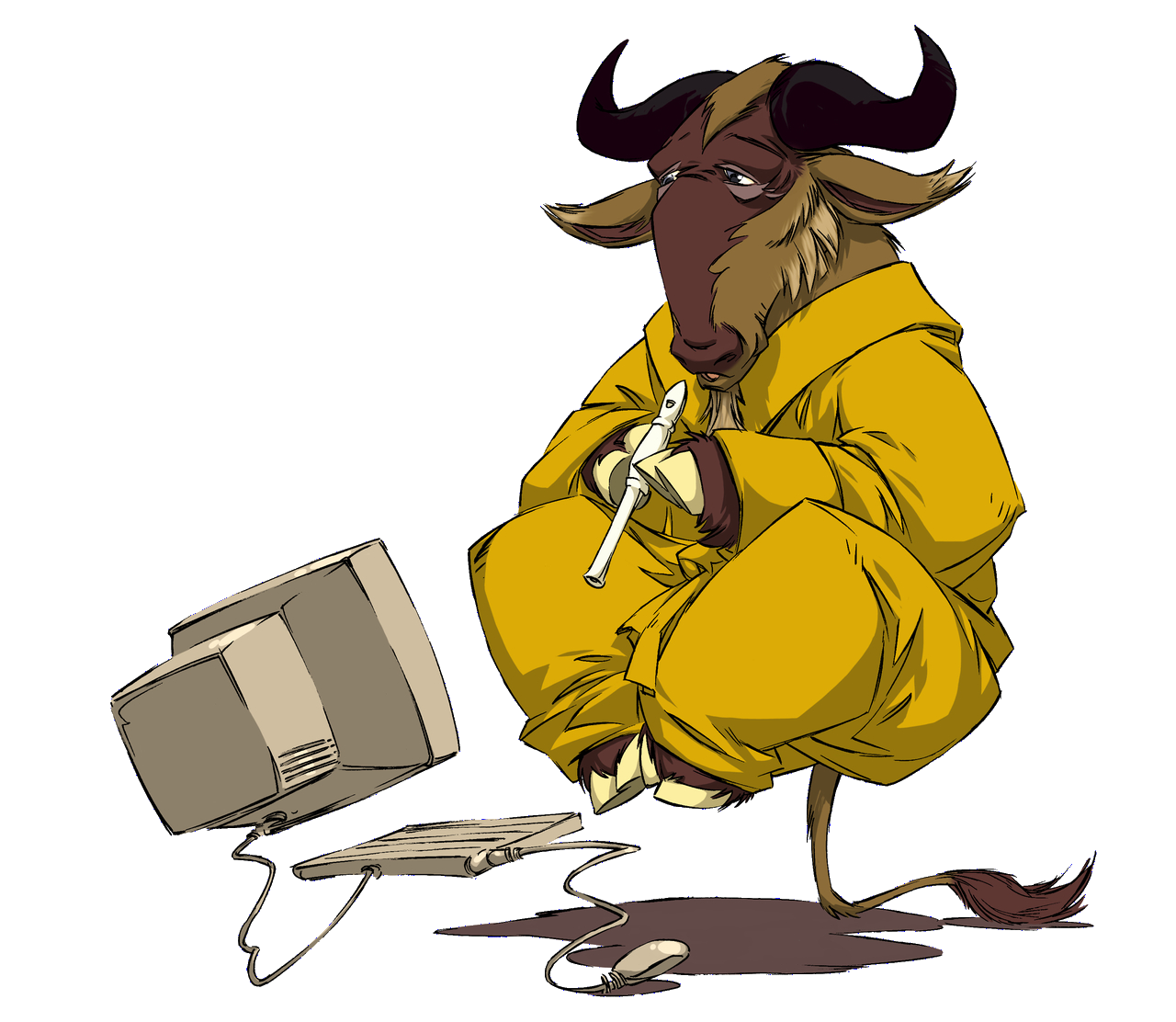
Le système d'exploitation GNU représenté par un gnou, ici en lévitation

### Publicité
La publicité utilise fréquemment des images de personnes en lévitation pour symboliser la sérénité ou la légèreté.
La marque "Fruit d'or" utilisait le professeur Tournesol, personnage de BD et ami de Tintin , s'élevant en lévitation pour exprimer la légèreté de son huile.

### Personnages de fiction
- Mary Poppins

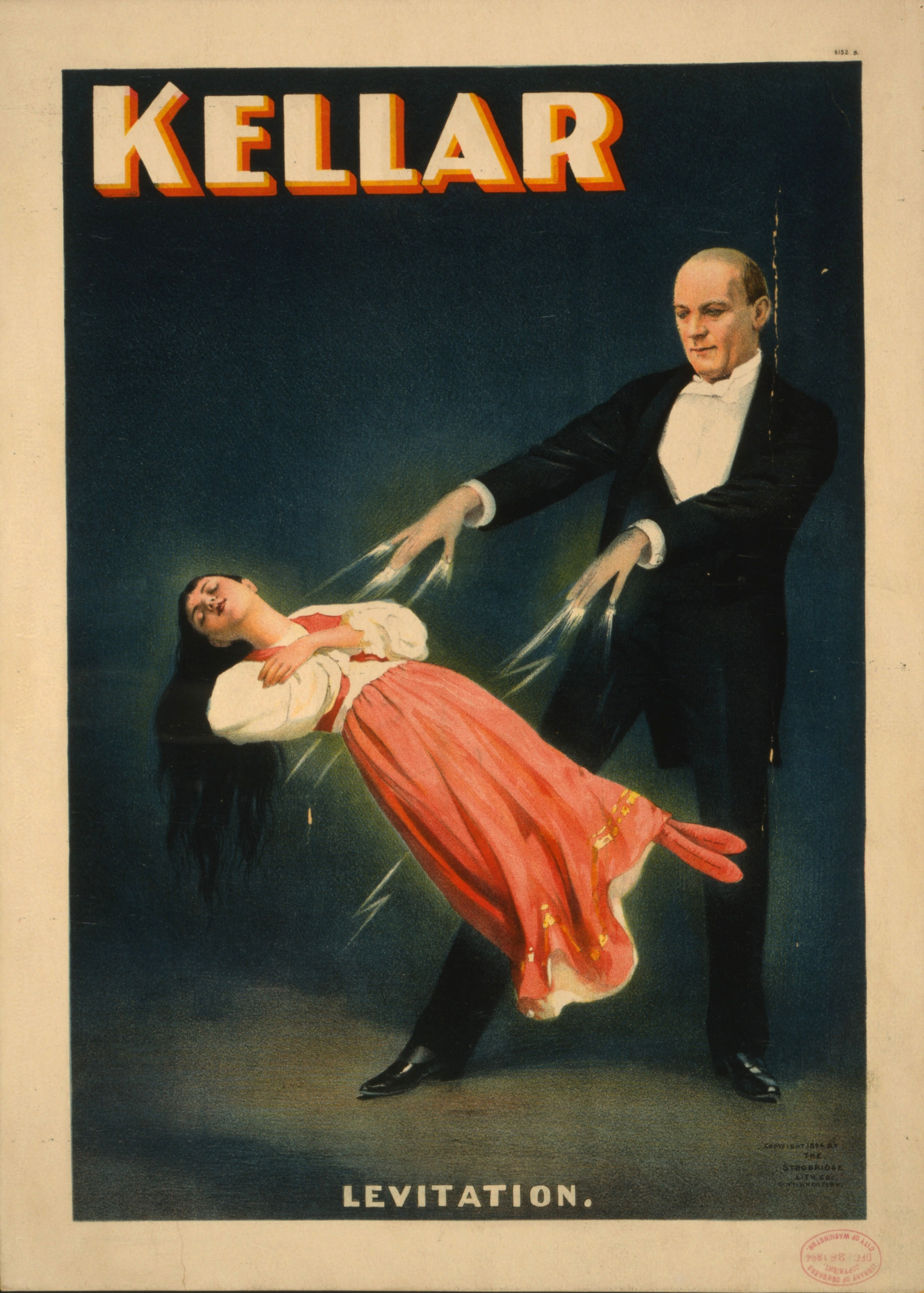
Affiche présentant Harry Kellar dans « la lévitation de la princesse Karnack »

- Le cuisinier Maurice Abeels (La théorie du grain de sable)
- Le légionnaire romain Plutoqueprévus[14]
- Le moine bouddhiste tibétain Foudre Bénie
- Nathan Petrelli a le don de lévitation dans la série Heroes
- Clark Kent/Superman a le pouvoir de lévitation
- Phoebe Halliwell (sorcière)
- Ariel, le personnage principal du roman homonyme de science-fiction d'Alexandre Beliaev publié en 1941
- King, dans le manga Seven Deadly Sins, peut léviter
- Silver le Hérisson dans la franchise Sonic the Hedgehog
- Regan MacNeil (jouée par Linda Blair) dans le film "l'Exorciste".
- Émilia la servante dans le film Théorème de Pasolini, jouée par Laura Betti.
- Odette Toulemonde (Catherine Frot) est représentée en lévitation dans l'affiche du film éponyme.